# Cosmethis woodfordii
Cosmethis woodfordii là một loài bướm đêm trong họ Geometridae.